# 羅國士
羅國士（1616年—？），字尚友、质夫，號嶔瞻。山東德州人。明末清初官員。

## 生平
天啓七年（1627年）丁卯科山東鄉試第十五名舉人，崇禎十年（1637年）丁丑科進士，兵部觀政，本年六月授順天府固安縣知縣，十一年丁憂，十三年起補河南安陽縣。明季饑荒連年，流民遍地，安陽地處交通要衝，更難守禦。羅國士力行保甲，操練民兵，深受士民愛戴。十六年升任禮部精膳清吏司主事。明亡後仕清，順治二年（1645年）升陝西道監察御史，改河南巡按御史、順天巡按御史。卸任后回籍，曾在德州建造羅樸園。

## 家族
曾祖羅希哲，祖罗伟〔庠生〕，父罗之盛〔儒官〕。